# Condado de Edwards (Illinois)
O Condado de Edwards é um dos 102 condados do Estado americano de Illinois. A sede do condado é Albion, e sua maior cidade é Albion. O condado possui uma área de 577 km² (dos quais 1 km² estão cobertos por água), uma população de 6 971 habitantes, e uma densidade populacional de 12 hab/km² (segundo o censo nacional de 2000). O condado foi fundado em 28 de novembro de 1814.